# Askjesundet Bro
59°03′34″N 005°40′38″Ø / 59.05944°N 5.67722°Ø
Askjesundet Bro er en bro som krydser Askjesundet mellem øerne Mosterøy og Sokn i Rennesøy kommune i Rogaland fylke i Norge. Broen er en del af europavej 39. Den er 170 meter lang og blev åbnet i 1991.